# Протасов, Юрий Степанович
Юрий Степанович Протасов — российский учёный, профессор МГТУ, доктор физико-математических наук, лауреат Государственной премии СССР (1981).

## Биография
Родился 14 ноября 1945 г. в Ростове-на-Дону.
Окончил МВТУ им. Н. Э. Баумана (1970). Работал и работает там же на кафедре «Плазменные энергетические установки»: преподаватель, доцент, профессор.
С 1997 г. научный руководитель Межуниверситетского учебно-научного центра фотонной энергетики (УНЦ ФЭ), преобразованного в 2001 г. в объединённый учебно-научный центр фотонной энергетики и фотонных технологий РАН и Минобразования РФ (МГТУ — МГУ — ИОФ РАН — ОИВТ РАН).
Специалист в области физической электроники, радиационной плазмодинамики, высокотемпературной теплофизики и фотонной энергетики высокой плотности мощности.
Автор более 400 научных работ и 300 изобретений.

## Награды и премии
- Государственная премия СССР (1981)
- Премия Совета Министров СССР (1980, 1986).
- Заслуженный деятель науки РСФСР.
- Премия Правительства Российской Федерации в области образования (2013 год) — (совм. с проф. ФРТК МФТИ С.Н. Гаричевым, проф. А.В. Старовойтовым, акад. А.А. Орликовским и др.) за научно-практическую разработку "Создание базы знаний "Электроника" на основе генерации серии тематических баз и банков данных по фундаментальным разделам физической и прикладной электроники и издание серии учебников и учебных пособий "Электроника в техническом университете"[1]